# Клан Гей

Герб вождів клану Гей.

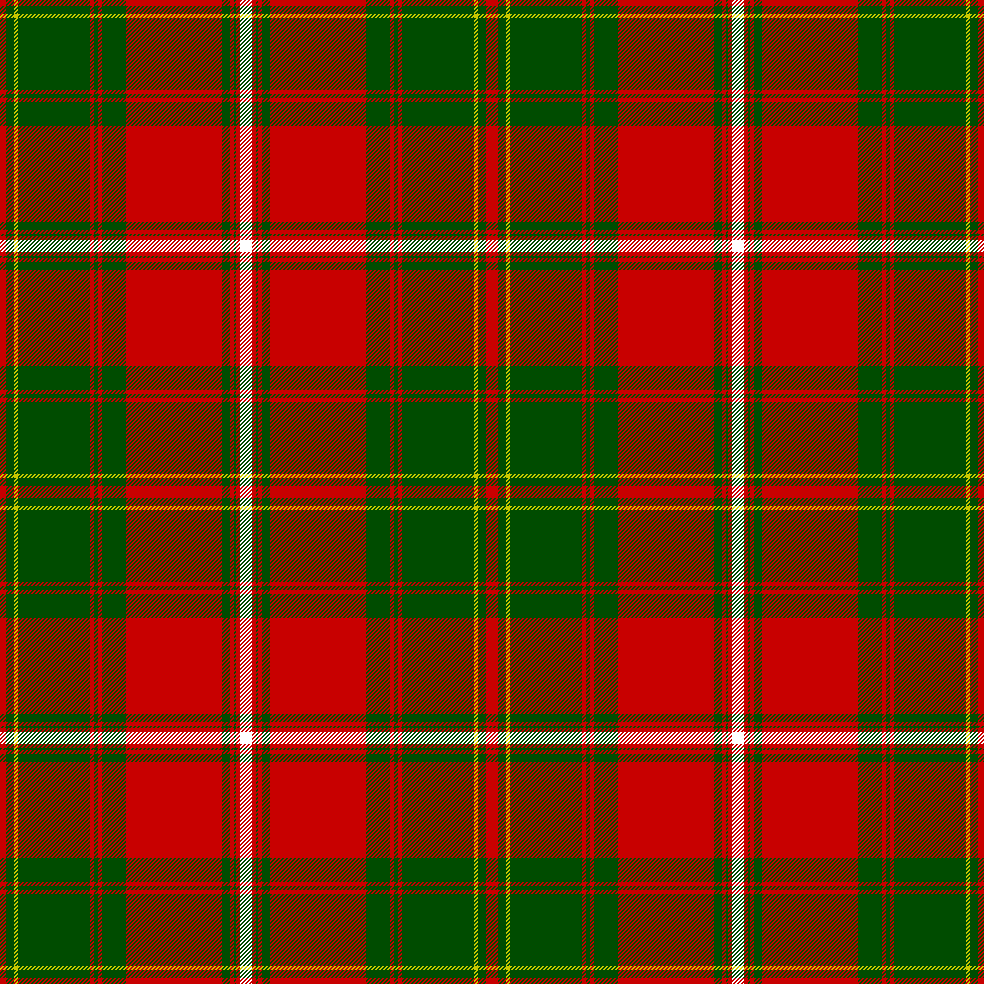
Тартан клану Гей.

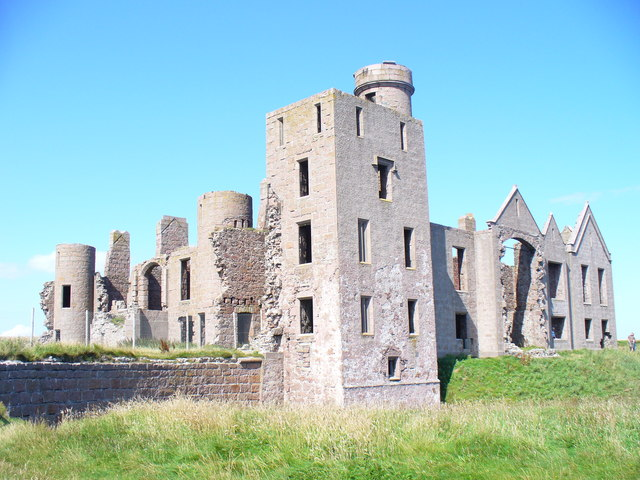
Руїни замку Слейнс.

Клан Гей (шотл. — Clan Hay, гельск. — Clann MacGaraidh) — клан Хей, клан МакГарайд — один з кланів рівнинної частини Шотландії — Лоуленду. Клан у свій час зіграв дуже важливу роль у політиці та історії Шотландії. Нині люди клану Гей розсіяні по світу і живуть у різних країнах та на різних материках. Історично клан Гей жив і володів землями в Абердинширі, Банффширі, Мореї, Найрнширі — це було серце країни Гей. Крім того, люди клану Гей здавна жили в Пертширі (особливо навколо Перта), у Шотландському Прикордонні та на Шетландських островах.
Гасло клану: Serva jugum — Трмайте ярмо (лат.)
Слоган клану: A Hay! A Hay! — Гей! Гей!
Символи клану: омела біла, сокіл
Вождь клану: Високоповажний Мерлін Серельд Віктор Гілберт Гей (шотл. — Merlin Sereld Hay) — XXIV граф Ерролл, лорд Слайнс, баронет Гей
Історична резиденція вождя клану: Замок Слайнс (шотл. — Slains Castle)
Сучасна резиденція вождя клану: Вудбарі-Холл (шотл. — Woodbury Hall)

## Історія клану Гей

### Походження назви клану Гей
Назва клану Гей походить від назви місцевості Ла Гей (фр. — La Haye) на півострові Котенті в Нормандії, де розташовано декілька селищ. Назва Ла Гей походить від давніх слів haia, hedge, що означало «частокіл». Назва перетворилася в англійському варіанті на назву Гей, а в гельському варіанті на назви Гарайд, Гара або Гарай.

### Легенда про Лункарті
Є дві основні версії походження клану Гей. Перша версія називається ще «Легенда про Лункарті». Для клану Гей ця легенда є важливою і сприймається ними як істина. Гектор Бек (гельск. — Hector Boece) — шотландський історик записав перший відомий нам варіант легенди про Лункарті в своїй праці «Історія Шотландії» — «Scotorium Historia», що була опублікована в 1525 році, а друге видання здійснене у 1575 році. Є чисельні версії легенди, основані на роботах Гектора Бека, що включають різні літературні фантазії. Джордж Б'юкенен у своїй праці «Історія королівства Шотландія» — «Rerum Scoticarum Historia», що була опублікована у 1582 році наводить цю легенду, опускаючи деякі поетичні деталі щодо польоту яструба, що розмежував землі. У 2010 році Саттон опублікував гіпертекстове видання латинською та англійською мовою — перевидав книгу Гектора Бека 1575 року, забезпечивши таким чином доступ до вихідної легенди про виникнення клану Гей.
Згідно традиції та легенди про Лункарті походження благородного клану Гей пов'язане з подіїю, що відбулася за часів правління короля Шотландії Кеннета III у 980 році. В той час армія данців-вікінгів напала на Шотландію. Шотландська армія зітнулася з ними в битві під Лункарті, що недалеко від Перту. Шотландці були розбиті переважаючою армією данців-вікінгів, що почали переслідувати відступаючих. Один селянин- шотландець та двоє його синів, що якраз були родом з цих місць, стояв у вузькій ущелині між горами, куди направлялись залишки шотландської армії та їх переслідувачі. Тоді селянин закричав шотландцям: «Що краще — бути знищеним нещадними ворогами під час втечі, чи померти з честю за свободу своєї землі? Розвертайтеся і ідіть битися з ворогом!» І сам схопив леміш і закричав, що підмога вже близько. Вікінги подумали, що вони потрапили у засідку, і що тут є свіжа армія шотландців і побігли в безладі. Шотландці таким чином перемогли, країна була врятована від поневолення. Селянин, якого звали Гей був доставлений в тодішню столицю Шотландії в Сконе до короля. І король нагородив його титулом та землями на річці Тей біля Говрі. Розміри земель визначив сокіл, який злетів з руки людини і зробив коло над землями. Цю землю назвали потім Ерролл. Король нагородив селянина та його нащадків шляхетським титулом та гербом — срібним з трьома червоними мітками — на згадку про селянина та двох його синів — три щити, що захистили Шотландію.
Достовірність легенди неодноразово заперечувалась істориками. Шотландський історик Джон Хілл Бертон писав, що ця історія про битву під Лункарті є вигадкою самого Гектора Бека. Але насправді Бертон був неправий. Справа в тому, що легенда про Лункаріт згадується в історичних джерелах задовго до Гектора Бека. Так у 1440 році Волтер Бауер писав у своїй книзі «Історія Шотландії» — «Scotorum Historia», що під час битви під Лункарті скандинави зі своїм королем були повністю розбиті. І в цьому він спирався на давні джерела і літописи, які були відомі йому, але які не дійшли до нашого часу.
Те, що битва відбулася насправді, а не була легендою, свідчать і інші джерела. Зокрема роботи преподобного Монкріффа опубліковані у 1791 році. Він провів розкопки в тих місцях де згідно легенди відбулась битва і розкопав кургани з чисельними похованнями воїнів, залишками зброї, вуздечок. Хоча ці розкопки не проводили професійні археологи, і точна дата битви так і лишилась не визначена. Монкріфф пише про сильну традицію серед місцевих жителів — місцеві жителі розповідали про битву так детально, ніби вона відбулася вчора. Про те, що тут колись відбулась кровопролитна битва свідчить і назва приходу Редгортон, що означає «Червоні поля» (від крові). Згідно переказів данці-вікінги були розбиті під пагорбом Тернагейн-Хіллок (шотл. — Turnagain Hillock).
Існує розбіжність щодо дати битви та короля, що правив тоді Шотландією. Називають дату 980 рік та короля Кеннета III, але він правив у 997—1005 роках. Кеннет II правив у 971—995 роках.
Джеймс Бальфур Пол пише, що у 980 році в Шотландії не було традиції гербів вождів кланів і що прізвища і клану Гей не було в Шотландії до приходу норманів.

### Вільям де Гая
Одним з вождів клану Гей був норманський лицар Де Ла Гая (Де Гей). Є відомості про Вільяма II Де Гая та його дружину Єву Пітміллі. Вільям II де Гая був сином Вільяма І де Гая та його дружини Юліани де Соуліс — сестри Ранульфа І де Соуліс. Він був першим вождем клану Гей про якого є достовірні історичні документи від 1160 року. Про нього відомо, що він був виночерпом при дворі королів Шотландії Малкольма IV та Вільгельма І. Він отримав титул І барона Ерролл від короля Вільгельма І. Вільям II Де Гая помер після 1201 року і йому успадкував його син Девід.

### Нормандські корені клану Гей
Витоки клану Гей Ерролл були досліджені Вагнером (шотл. — Wagner) у 1954 році. Він представив докази на основі різних джерел і на основі геральдики, що вожді клану Гей є нащадками нормандських лицарів Де Ла Гей або Де Ла Гу з півострова Котенті, що в Нормандії. Про це також свідчать королівські грамоти, надані Девіду де Гая — сину Вільяма II де Гая у 1230 році. Цією грамотою король підтверджував право графів Ерролл володіти гербом — срібним щитом з трьома червоними щитами. Цей герб не має ніякої схожості з гербом родку Де Ла Гей з Англії, але цей герб такий же, що використовував Жан Де Ла Гай-Гу (фр. — Jean de La Haye-Hue) з Нормандії у 1368—1375 роках.
Рід вождів клану Гей простежується в Шотландії з XII століття з часів правління короля Вільяма II. Вагнер писав, що вожді клану Гей пов'язані з норманською шляхетною родиною Соуліс — з Ранульфом І де Соуліс. Нині цей рід називається Лай Гей-Белелфонд (фр. — La Haye-Bellefond) і живе в дилині річки Суле (фр. — Soules). Імено Соуліс рідко зустрічається в Англії, частіше Гей, обидва імені знайдені в записах XIII століття щодо замку Довер.

### Спадкоємці Вільяма II де Гая
Девід де Гая був одружений з Геленою — дочкою Гілберта або Гілле Брігте (гельск. — Gille Brigte) — графа Страхерна. Вони мали дітей:
- Гілберта — спадкоємця Девіда де Гая і титулу граф Ерролл. Він був предком септи Нобл, що вимерла 1717 року. Нащадки споріднені з графами Кілмарнок. Його нащадки — нинішні графи Ерролл.
- Вільям де Гая — отримав від свого брата землі в графстві Ерролл у 1235 році, що називаються Лейс. Право володіти цими землями підтвердив нащадкам Вільяма у 1451 році граф Едмунд Гей. Ця септа змінила свою назву на Гей-Бальфур Лейс. Вони володіли землями в графстві Перт та землями Рандерстон у Файфі. Джон Берк писав, що гілка Гей-Балфур Лейс є нащадками по чоловічій лінії шляхетної родини Гей.
- Девід — став священиком в Ерролл.

Гілберт був шерифом Перт, перш ніж у 1262 році став регентом короля Олександра III. Він одружився з Ідонеа — дочкою Вільяма Коміна, графа Бухан. Вони мали сина Ніколаса.

### XIV століття— війна за незалежність Шотландії
Сином Гілберта де Гая був Ніколас де Гая Ерролл. Він став шерифом Перт у 1288 році. 12 липня 1296 року він присягнув на вірність королю Англії Едварду І Довгоногому — як і більшість вождів шотландських кланів і підписав «Рагман Роллс». Він був викликаний Едвардом І на засідання парламенту Шотландії у 1303 році. Він мав чотирьох синів:
- Гілберта де Гая
- Ніколаса де Гая — пастора з Фоссовей, декана Данкельду
- Джона де Гая — священика з Ерролл
- Х'ю де Гая — одного із сподвижників Роберта Брюса — борця за незалежність Шотландії. Хоча цей же Х'ю де Гая присягнув на вірність королю Англії Едварду І у 1296 році.

Гілберт де Гая Ерролл присягнув на вірність королю Англії у 1296 році, проте у 1306 році він приєднався до повстанців під час війни за незалежність Шотландії і затято воював за свободу протягом усієї війни. Гілберт де Гая брав участь у битві під Баннокберн у 1314 році. Король Англії Едвард І офіційно оголосив Гілбеота де Гая зрадником, а король вільної Шотландії Роберт І Брюс нагородив його землями Слайнс в Абердінширі, титулом констебля королівства Шотландія. Гілберт де ла Гей був одним з тих, хто розробляв і підписав декларацію Арброат у 1320 році.

### XVI століття— англо-шотландські війни
Під час англо-шотландських війн клан зазнав великих втрат під час битви під Флодден у 1513 році. Серед відомих людей клану Гей був сер Гілберт Гей — шотландський лицар, що був в армії Жанни де Арк під час Столітньої війни.
Після реформації і перемоги протестантизму в Шотландії клан Гей лишився вірним католицизму, був союзником католицької королеви Шотландії Марії Стюарт, що призначила вождя клану Гей — Джорджа Гея — VII графа Ерролл лорд-лейтенантом центральної Шотландії. Френсіс Гей — IX граф Ерролл був залучений у змову проти королеви Англії Єлизавети І. Після викриття змови і поразки Непереможної Армади він пішов у вигнання. Замок Слайнс був зруйнований за наказом короля Шотландії і лишається в руїнах і досі.

### XVII століття— громадянська війна на Британських островах
Під час громадянської війни на Британських островах Джеймс Гей підтримав роялістів і повів своє військо проти Ковенанторів, брав участь у битві під Абердіном у 1644 році, в якій роялісти здобули перемогу. Сер Вільям Гей Делгайт воював у війську роялістів Джеймса Грема,І маркіза Монтроз, був начальником штабу його армії, воював за короля Англії Карла І. Потім він потрапив у полон, був кинутий за ґрати і страчений у 1650 році. Після реставрації монархії йому влаштували урочисті державні похорони — препоховали як героя у 1660 році.

### XVII століття— повстання якобітів
Після пакту та укладення союзу з Англією у 1707 році клан Гей відверто симпатизував якобітам. Клан Гей лишився вірним династії Стюартів і підтримав повстання якобітів у 1715 році та повстання якобітів 1745 року. XIII граф Ерролл був нагороджений орденом Будяка — отримав цю нагороду від Джеймса Френсіса Едварда Сюарта (страрого претендента). Йому успадкувала його сестра Мері, що використала руїни замку Слайнс як місце зустрічі повстанців і особисто закликала клан Гей боротися за свободу Шотландії та за короля Карла Едварда Стюарта.
Після поразки повстання клан Гей був лояльним до британського уряду і чимало людей клану Гей доклали чимало зусиль до розширення Британської імперії.

## Вожді клану Гей

### Септа Гей Ерролл
- Вільям Гей (? — 1462) — вождь з 1449 року, І барон Гей Ерролл, з 1453 року — І граф Ерролл.
- Ніколас Гей (? — 1470) — вождь клану з 1462 року, II граф Ерролл.
- Вільям Гей (? — 1507) — вождь клану з 1470 року, III граф Ерролл.
- Вільям Гей (? — 1513) — вождь клану з 1507 року, IV граф Ерролл.
- Вільям Гей (? — 1541) — вождь клану з 1513 року, V граф Ерролл.
- Вільям Гей (1521—1541) — вождь клану у1541 році, VI граф Ерролл.
- Джордж Гей (? — 1573) — вождь клану з 1541 року, VII граф Ерролл.
- Ендрю Гей (? — 1585) — вождь клану з 1573 року, VIII граф Ерролл.
- Френсіс Гей (30 квітня 1564 року — 16 червня 1631 року) — вождь клану з 1585 року, IX граф Ерролл.
- Вільям Гей (? — 1636) — вождь клану з 1631 року, Х граф Ерролл.
- Гілберт Гей (? — 1675) — вождь клану з 1636 року, XI граф Ерролл.
- Джон Гей (? — 1704) — вождь клану з 1675 року, XII граф Ерролл.
- Чарльз Гей (? — 1717) — вождь клану з 1704 року, XIII граф Ерролл.
- Мері Гей (? — 19 серпня 1758 року) — жінка на посаді вождя клану з 1717 року, XIV графиня Ерролл.
- Джеймс Гей (20 квітня 1726 року — 3 липня 1778 року) — вождь клану з 1758 року, XV граф Ерролл.
- Джордж Гей (1767—1798) — вождь клану з 1778 року, XVI граф Ерролл.
- Вільям Гей (1772—1819) — вождь клану з 1798 року, XVII граф Ерролл.
- Вільям Джордж Гей (1801—1846) — вождь клану з 1819 року, XVIII граф Ерролл.
- Вільям Гаррі Гей (1823—1891) — вождь клану з 1846 року, XIX граф Ерролл.
- Чарльз Гор Гей (1852—1927) — вождь клану з 1891 року, XX граф Ерролл.
- Віктор Олександр Серелд Гей (1876—1928) — вождь клану з 1927 року, XXI граф Ерролл.
- Жосслін Віктор Гей (1901—1941) — вождь клану з 1928 року, XXII граф Ерролл.
- Діана Деніс Гей (5 січня 1926 року — 16 травня 1978 року) — на посаді вождя клану з 1941 року, XXIII графиня Ерролл.
- Мерлін Серелд Віктор Гілбер Гей (нар 20 квітня 1948 року) — вождь клану з 1978 року, XXIV граф Ерролл.

### Септа Гей Кінфаун
- Джордж Гей (1571—1634) — вождь септи з 1627 року, І лорд Гей Кінфаун, І віконт Дупплін, І граф Кінноулл.
- Джордж Гей (? — 1644) — вождь септи з 1634 року, II граф Кінноулл.
- Вільям Гей (? — 1677) — вождь септи з 1644 року, III граф Кінноулл.
- Джордж Гей (? — 1687) — вождь септи з 1677 року, IV граф Кінноулл.
- Вільям Гей (? — 1709) — вождь септи з 1687 року, V граф Кінноулл.
- Томас Гей (1660—1719) — вождь септи з 1709 року, VI граф Кінноулл.
- Джордж Гей (1689—1758) — вождь септи з 1719 року, VII граф Кінноулл.
- Томас Гей (1710—1787) — вождь септи з 1758 року, VIII граф Кінноул.
- Роберт Гей-Драммонд (1751—1804) — вождь септи з 1787 року, IX граф Кінноулл.
- Томас Гей-Драммонд (1785—1866) — вождь септи з 1804 року, Х граф Кінноулл.
- Джордж Гей-Драммонд (1827—1897) — вождь септи з 1866 року, XI граф Кінноулл.
- Арчібальд Гей (1855—1916) — вождь септи з 1897 року, XII граф Кінноулл.
- Джордж Гей (1902—1938) — вождь септи з 1916 року, XIII граф Кінноулл.
- Джордж Гей (1902—1938) — вождь септи з 1916 року, XIV граф Кінноулл.
- Артур Гей (1935—2013) — вождь септи з 1938 року, XV граф Кінноулл.
- Чарльз Гей (нар. 1962) — вождь септи з 2013 року, XVI граф Кінноулл.

## Замки клану Гей
- Замок Делгейті (шотл. — Delgatie Castle) — біля Абердіну, клан отримав цей замок після 1314 року.
- Замок Слайнс (шотл. — Slains Castle) — резиденція вождів клану. Є старий замок Слайнс і новий замок Слайнс.
- Замок Дупплін (шотл. — Dupplin Castle) — біля Перту.
- Замок Дунс (шотл. — Duns Castle) — у Берквікширі.
- Замок Іншох (шотл. — Inshoch Castle) — у Найрнширі.
- Замок Меггінх (шотл. — Megginch Castle) — біля Перту.
- Замок Нейдпат (шотл. — Neidpath Castle) — біля Піблс.
- Замок Парк (шотл. — Park Castle) — біля Галловей.
- Замок Єстер (шотл. — Yester Castle) — у Східному Лотіані.